# Amilcar Spencer Lopes
Amilcar Spencer Lopes, né le 8 septembre 1948 à Ribeira Brava sur l'île de São Nicolau (Cap-Vert), est un avocat, diplomate et homme politique capverdien.
Il est le second président de l'Assemblée nationale du Cap-Vert, après Abílio Duarte et exerce ces fonctions de 1991 à 1996. Son successeur est António do Espírito Santo Fonseca.